# Archidiocèse de Séoul
L'archidiocèse de Séoul est une juridiction de l'Église catholique, érigé canoniquement le 10 mars 1962 par le pape Jean XXIII. Son archevêque est Mgr Peter Chung Soon-taick, qui siège à la cathédrale Myeong-Dong de Séoul.
Auparavant, ce diocèse avait été érigé en vicariat apostolique de Corée le 9 septembre 1831 par le pape Grégoire XVI, et il prit le nom de vicariat apostolique de Séoul en 1911.
Ce siège métropolitain couvre une grande partie du territoire de la Corée du Sud et de la Corée du Nord, dont 606 km2 dans la métropole de Séoul. Il y a plus de 1 247 000 catholiques à Séoul, soit 12,5 % de la population totale. Leur proportion a beaucoup augmenté ces dernières années, car ils n'étaient que 2,6 % en 1970. 836 prêtres portent leur ministère dans 197 paroisses. En 2004, cet archidiocèse cède du territoire pour créer le diocèse d'Uijongbu (en).

## Historique
L'histoire de la Corée est marquée par la venue des missionnaires, arrivés pour la première fois en 1784 et 1791. Il y a eu des persécutions pendant le XIXe siècle, mais aussi beaucoup de martyrs, 103 au total. 
La pensée coréenne valsait entre le néo-confucianisme et le bouddhisme, et dans un contexte de changements sociaux profonds, l'étude et la pratique du catholicisme fut commencée par des intellectuels. 
Il y avait seulement 10 000 chrétiens en 1876, mais ce nombre s'est multiplié par la suite, avec un premier séminaire construit  en 1892. Des gens ordinaires se convertissent et traduisent des ouvrages religieux du chinois vers le coréen. 
La nouvelle religion intègre facilement les valeurs traditionnelles coréennes de loyauté, de piété filiale et de chasteté, mais elle ne correspondait pas à l'idéologie de l'État, le confucianisme, d'où les persécutions. 
Les premiers vicaires apostoliques de Séoul sont membres des Missions étrangères de Paris et ils sont d'origine française jusqu'en 1967. La messe est célébrée en coréen depuis le concile Vatican II, et l'Église de Séoul se développe pendant les années 1960 et les années 1970
Dans le diocèse suffragant de Pyongyang, on a cessé de nommer des évêques depuis la fin Seconde Guerre mondiale en raison des persécutions tyranniques.

## Vicaires apostoliques et archevêques
- Barthélemy Bruguière (1831 - 1835)
- Saint Laurent-Joseph-Marius Imbert (1836 - 1839)
- Jean-Joseph-Jean-Baptiste Ferréol (pl) (1843 - 1853)
- Saint Siméon-François Berneux (1854 - 1866)
- Saint Marie-Nicolas-Antoine Daveluy (1866- 1866)
- Félix Clair Ridel (1869 - 1884)
- Marie-Jean-Gustave Blanc (pl) (1884 - 1890)
- Gustave-Charles-Marie Mutel (1890 - 1933)
- Adrien-Joseph Larribeau (1933 - 1942)
- Paul Marie Kinam Ro (1942 - 1967)
- Stephen Kim Sou-hwan (1968 - 1998)
- Nicolas Cheong-Jin-Suk (1998 - 2012)
- Andrew Yeom Soo jung (2012 - 2021)
- Peter Chung Soon-taick (depuis 2021)

## Suffragants
- Diocèse de Chuncheon
- Diocèse de Daejeon
- Diocèse d'Hamhung (en)
- Diocèse d'Incheon
- Diocèse de Pyongyang
- Diocèse de Suwon (en)
- Diocèse d'Uijongbu (en)
- Diocèse de Wonju (en)